# Gilbert Yvel
Gilbert Ramon Yvel (Amsterdam, 30 juni 1976) is een Nederlands MMA-vechter. Hij kwam uit bij onder meer de organisaties PRIDE, UFC en RINGS.

## Carrière
Yvels professionele MMA-carrière begon op 2 februari 1997 voor het gala Rings Holland: The Final Challenge. Zijn tegenstander in zijn debuutgevecht was Rob van Leeuwen. Yvel werd uitgeroepen tot winnaar door technische knock-out. In minder dan twee jaar vocht hij acht wedstrijden. Zijn eerste professionele nederlaag was op 12 april 1998. In het gala IMA: KO Power Tournament ging Yvel in de eerste ronde knock-out door Bob Schrijber.
In 1998-2000 vocht hij vooral op de Japanse en Nederlandse gala's. Hij boekte daarbij overwinningen op onder anderen Valentijn Overeem, Tsuyoshi Kohsaka (tweemaal) en Semmy Schilt.
Tijdens zijn MMA-carrière vocht Yvel twee kickbokswedstrijden. De eerste wedstrijd was in 2002 tijdens K-1 World Grand Prix 2002 in Fukuoka, hierin verloor hij door een knock-out van de Nieuw-Zeelander Ray Sefo. Het tweede duel werd vijf jaar later uitgevochten, in de Japanse ceremonie Shoot Boxing Battle Ground Zero Summit in Tokio. Yvel won door technische knock-out van de Japanse Yujim Sakuragim.